# Journal of Eukaryotic Microbiology
Das Journal of Eukaryotic Microbiology ist eine biologische Fachzeitschrift im Bereich der Mikrobiologie. Sie behandelt die Forschung an Protisten, Algen, und Pilzen hinsichtlich Biochemie, Zellbiologie, Morphogenetik und mehr. Chefredakteur ist Roberto Docampo. Sie erscheint seit 2008 bei Wiley-Blackwell, vorher bei Blackwell Publishing Inc. Das Jahr 2018 war der 65. Jahrgang.